# Эмблема Индии
Герб (эмблема) Индии — один из государственных символов Индии, представляет собой изображение «львиной капители», венчающей колонну Ашоки в Сарнатхе.
В середине III века до н.э. император Ашока установил столп с капителью, чтобы отметить место, где Будда Гаутама впервые преподавал дхарму и где была основана крупная буддийская сангха. Четыре льва, стоящие вплотную друг к другу, установлены на абаке с бордюром.
По настоянию Джавахарлала Неру, с симпатией относившегося к буддизму, изображение именно этой скульптуры было объявлено национальной эмблемой Индии 26 января 1950 года (в день, когда Индия стала республикой).
На гербе изображены четыре индийских льва на круглой абаке. Четвёртый лев находится сзади и, следовательно, скрыт из виду. Герб символизирует нацию, которая «отважна в храбрости, сильна в теле, благоразумна в совете и устрашает противников». Абака украшена четырьмя животными — символами четырёх направлений: Лев — севера, Слон — востока, Бык — юга и Лошадь — запада (на изображении видны только Лошадь и Бык). Абака опирается на лотос в полном расцвете, символизирующий источник жизни.
Ниже абаки расположен девиз, записанный на деванагари: सत्यमेव जयते (Satyameva Jayate, «Лишь Истина побеждает»). Это цитата из Мундака-упанишады.

## Ранние версии

Орден Звезды Индии — герб Британской Индии, 1858—1947
Герб Португальской Индии, 1951—1974